# 苟輔
苟輔（? - 357年）、五胡十六国時代前秦人物。南安郡出身。

## 生涯
出仕前秦、在苻堅手下任新平郡（约在今日西安西北的彬县一带）太守。
384年10月、後秦君主姚萇亲率军队侵攻新平。
苟輔本想投降但是被郡人遼西郡太守馮傑、蓮勺令馮羽、尚書郎趙義、汶山郡太守馮苗等劝阻说「现在天下大乱，才是看出谁是忠臣的时刻。昔日田单一城存齐。今日苻秦的领土郡国尚有数百。为何为叛臣呢！」
苟輔大喜说「只怕是孤城无援，让城中百姓受难而已，既然诸君能如此决心，那便太好了！」
于是苟军开始坚守。
後秦軍采取了地道、筑山等方法强攻，结果被苟辅在城内以同样手段应对，击杀1万余姚军。
后来苟輔偽降引诱後秦軍入城意图击杀总大将姚苌。
姚萇在即将进入新平城时感到疑心并迅速折返。
苟輔于是立马纵兵出击，姚萇几乎被擒，此战又损失1万余。
385年1月、姚萇諸将继续围攻新平，姚苌本人自己率军往安定一带，收服了和嶺北全部城寨据点。
4月、新平兵糧和弓箭用尽且外援无盼。
姚萇遣使对苟輔保证「我以仁义取天下，怎么会残害忠臣呢！你尽管出城来，全城人口迁往長安归回苻坚。我只要这个城寨作军事要塞。」
苟輔同意并率领一万五千户百姓出城。
姚萇随即包围并将全部人坑杀。
只有馮傑之子馮終等少部分人逃出到長安。苻堅听闻，追贈苟輔官爵，谥節愍侯。
后来，馮終得任新平郡太守。

## 逸話
後趙的石虎時代、新平民众杀害了清河出身的新平相崔悦。
崔悦之子崔液被苻堅任命为尚書郎。
崔液上表说父仇不共戴天、请求发还冀州老家。
苻堅为之动容。处罚囚禁了新平民众中的罪首，并在城墙缺角以警示。
新平民众深感耻辱抱歉，欲立忠义以雪耻。
于是有了苟辅守城战。